# Татару Іван Іванович
Іва́н Іва́нович Тата́ру — старший матрос Збройних Сил України, учасник російсько-української війни, що загинув у ході російського вторгнення в Україну в 2022 році.

## Життєпис
Народився 17 липня 1996 року в м. Южноукраїнськ Миколаївської області. 
З 2016 року ніс військову службу в складі 36-ї окремої бригади морської піхоти. Старший матрос Татару п'ять років воював у найгарячіших точках війни на сході України. Коли розпочалося повномасштабне російське вторгнення в Україну, морпіх також перебував на передовій. Наприкінці лютого 2022 року Іван з побратимами потрапив в оточення. Але тоді військовослужбовцям двічі вдалося вирватися з танкових кіл ворога.
Потім брав участь у боях за Маріуполь. 5 березня Іван востаннє вийшов на зв'язок з рідними. 26 березня матері Ларисі Миколаївні зателефонували з ТЦК та СП, повідомивши, що її син героїчно загинув 25 березня 2022 року в Маріуполі. Там Іван Татару покоїться разом із побратимами в братській могилі.

## Нагороди
- Орден «За мужність» III ступеня (2022, посмертно) — за особисту мужність і самовіддані дії, виявлені у захисті державного суверенітету та територіальної цілісності України, вірність військовій присязі [3].
- Нагрудний знак «Учасник АТО»
- Нагрудний знак «Ветеран війни»
- Медаль «Учасник військового параду 2021 МОУ»
- Відзнака «За заслуги» від ВГО «Звитяга»